# 批評空間
批評空間（ひひょうくうかん、英：Critical space）とは、太田出版から刊行された批評専門誌。及び、その編集者らが作った協同組合型出版社（組合員は柄谷行人、浅田彰、鎌田哲哉など）。

1988年から1990年まで刊行された『季刊思潮』（思潮社）の後続季刊誌。
1991年4月から1994年1月までを第1期、1994年4月から2000年4月までを第2期、2001年10月から2002年7月までを第3期とする。

## 歴史
1988年に劇作家の鈴木忠志の誘いで市川浩と柄谷行人が『季刊思潮』の編集に携わる。四号目から浅田彰が参加。この雑誌が本誌の前身となった。
1991年、太田出版から「批評空間」創刊。編集委員は、浅田彰、柄谷行人。編集顧問は、市川浩、磯崎新、岩井克人、鈴木忠志、ポール・アンドラ、ハリー・ハルトゥーニアン、エドワード・サイード、フレドリック・ジェイムソン、マサオ・ミヨシ。
2001年2月、生産協同組合・批評空間社設立。
2001年7月7日、紀伊国屋書店・批評空間が共同で第126回紀伊国屋セミナー「批評空間独立記念イヴェント　第Ⅲ期「批評空間」を創刊する」を開催。紀伊國屋ホールにて。磯崎新、岡崎乾二郎、山城むつみ、浅田彰、柄谷行人が共同討議「新たな批評空間のために」を行った。
2002年5月19日、編集長の内藤裕治が急逝。
2002年8月20日、浅田彰と柄谷行人は連名で『批評空間』の終刊と批評空間社の解散を告知した。

## 刊行リスト

### 第1期
編集人：山村武善、発行人：福武總一郎、発行所：株式会社福武書店
- 『批評空間 No.1 特集=近代日本の批評. 共同討議=明治批評の諸問題 1868-1910 : 国民国家の形成と「文学」という制度』（1991年4月）
- 『批評空間 No.2 特集=近代日本の批評. 共同討議=大正批評の諸問題 1910-1923 : 差異-他者の不在と「普遍的観念論」』（1991年7月）
- 『批評空間 No.3 特集=近代日本の批評. 共同討議=「近代日本の批評」再考 : 第三項の崩壊と母系制への回帰』（1991年10月）
- 『批評空間 No.4 共同討議=湾岸戦争以後 : 帝国主義の第三段階とポストモダニズム』（1992年1月）
- 『批評空間 No.5 共同討議=江戸思想史への視点 : 奇人と差異あるいは儒者のネットワーク』（1992年4月）
- 『批評空間 臨時増刊号 Anyone : 建築をめぐる思考と討議の場』（1992年6月）
- 『批評空間 No.6 共同インタヴュー=スラヴォイ・ジジェク氏に聞く : スターリンからラカンへ』（1992年7月）
- 『批評空間 No.7 共同討議=植民地主義と近代日本 : 「南島イデオロギーの発生」を出発点に』（1992年10月）
- 『批評空間 No.8 共同討議=夏目漱石をめぐって : その豊かさと貧しさ』（1993年1月）
- 『批評空間 No.9 特集=ネーションとナレーション』（1993年4月）
- 『批評空間 No.10 共同討議=芸術の理念と〈日本〉』（1993年7月）
- 『批評空間 No.11 共同討議=音声と文字 : 日本のグラマトロジー. 十八世紀日本の言説空間』（1993年10月）
- 『批評空間 No.12 共同討議=中上健次をめぐって : 双系性とエクリチュール』（1994年1月）

### 第2期
編集人：山村武善（1-5号）、内藤裕治（6-25号）、発行人：高瀬幸途、発行所：株式会社太田出版
- 『批評空間 II-1 共同討議=〈戦前〉の思考』（1994年4月）
- 『批評空間 II-2 共同討議=〈差別〉と文学』（1994年7月）
- 『批評空間 II-3 共同討議=日本文化とジェンダー」』（1994年10月）
- 『批評空間 II-4 特別インタビュー=京都学派と三○年代の思想』（1995年1月）
- 『批評空間 臨時増刊号 モダニズムのハードコア：現代美術批評の地平』（1995年3月）
- 『批評空間 II-5 共同討議=貨幣と資本主義 特集=マルクスの現在』（1995年4月）
- 『批評空間 II-6 特集=政治的なもの 証言と記憶 京都学派』（1995年7月）
- 『批評空間 II-7 共同インタヴュー=冷戦終結後の政治と文学 : スーザン・ソンタグとの対話』（1995年10月）
- 『批評空間 II-8 共同討議=宗教と宗教批判 セックス／ジェンダー』（1996年1月）
- 『批評空間 II-9 共同討議=ドゥルーズと哲学 座談会「悪い年」を超えて』（1996年4月）
- 『批評空間 II-10 共同討議=「批評」の場所をめぐって』（1996年6月）
- 『批評空間 II-11 共同討議=ポストコロニアルの思想とは何か』（1996年10月）
- 『批評空間 II-12 共同討議=アドルノのアクチュアリティー』（1997年1月）
- 『批評空間 II-13 共同討議=責任と主体をめぐって』（1997年4月）
- 『批評空間 II-14 共同討議=宮沢賢治をめぐって』（1997年7月）
- 『批評空間 II-15 共同討議=生の哲学と死の欲動 小特集=ドゥルーズ:再びドゥルーズをめぐって』（1997年10月）
- 『批評空間 II-16 共同討議=伝統・国家・資本主義』（1998年1月）
- 『批評空間 II-17 共同討議=韓国の批評空間』（1998年4月）
- 『批評空間 II-18 特集=トランスクリティ－クと（しての）脱構築　ドゥル－ズ的思考』（1998年7月）
- 『批評空間 II-19 特集=カントのアクチュアリティー　記憶と建築』（1998年10月）
- 『批評空間 II-20 共同インタヴュー 五〇年代の運動空間. 世界資本主義と近代システム』（1999年1月）
- 『批評空間 II-21 特集=いま批評の場所はどこにあるのか. パゾリーニ・ルネサンス』（1999年4月）
- 『批評空間 II-22 共同討議 世界資本主義からコミュニズムへ』（1999年7月）
- 『批評空間 II-23 特集=貨幣主体と国家主権者を超えて. 20世紀音楽史の終わりに』（1999年10月）
- 『批評空間 II-24 共同討議 天皇と文学. 映像と政治』（2000年1月）
- 『批評空間 II-25 特集=批評と運動. ゴダールの『映画史』をめぐって』（2000年4月）

### 第3期
編集人・発行人：内藤裕治、発行所：株式会社批評空間
- 『批評空間 III-1 共同討議=新たな批評空間のために. ラテンアメリカとネーション』（2001年10月）
- 『批評空間 III-2 共同討議= 「帝国」と「原理主義」『トランスクリティーク』『ルネサンス 経験の条件』をめぐって』（2002年1月）
- 『批評空間 III-3 共同討議= 「日本精神分析」再論』（2002年4月）
- 『批評空間 III-4 共同討議=アナーキズムと左翼』（2002年7月）

## 批評空間社・刊行目録
- 『トランスクリティーク』（2001年9月）
- 『柄谷行人初期論文集』（2002年4月）

## 単行本化された掲載作品
- 『近代日本の批評：明治・大正篇』（柄谷行人編、福武書店、1992年）のち文庫（講談社文芸文庫、1998年）
- 『悪文の初志』（井口時男、講談社、1993年）
- 『本居宣長』（子安宣邦著、岩波書店、1993年）のち文庫化（岩波現代文庫、2001年）
- 『ロシア・アヴァンギャルド建築』（八束はじめ著、INAX出版、1993年）
- 『貨幣論』（岩井克人著、筑摩書房、1993年）のち文庫（ちくま学芸文庫、1998年）
- 『物語と反物語の風景：文学と女性の想像力』（水田宗子著、田畑書店、1993年）
- 『シンポジウムI』(柄谷行人編、太田出版〈批評空間叢書〉、1994年）
- 『エッフェル塔試論』（松浦寿輝著、筑摩書房、1995年）
- 『折口信夫論』（松浦寿輝著、太田出版、1995年）
- 『プラスティック・ソウル』（多和田葉子著、太田出版、1996年）
- 『漱石論：鏡あるいは夢の書法』（芳川泰久著、河出書房新社、1994年）
- 『ユートピアのラカン』（赤間啓之、青土社、1994年）
- 『Anywhere：空間の諸問題』（磯崎新・浅田彰編、NTT出版、1994年）
- 『日本近代文学と〈差別〉』（渡部直己著、太田出版〈批評空間叢書〉、1994年）
- 『日本近代文学の〈誕生〉』（絓秀実著、太田出版〈批評空間叢書〉、1995年）
- 『残像のなかの建築：モダニズムの〈終わり〉に』（田中純、未來社、1995年）
- 『坂口安吾と中上健次』（柄谷行人著、太田出版、1996年）のち文庫（講談社文芸文庫、2006年）
- 『ドゥルーズ･映画・フーコー』（丹生谷貴志著、青土社、1996年）のち増補新版（2007年）
- 『闘争するフェミニズムへ』（大越愛子著、未來社、1996年）
- 『男であることの困難：恋愛・日本・ジェンダー』（小谷野敦著、新曜社、1997年）
- 『煙草は崇高である』（リチャード・クライン著、太田出版〈批評空間叢書11〉、1997年）
- 『西田幾多郎：他性の文体』（小林敏著、太田出版〈批評空間叢書〉、1997年）
- 『小林秀雄』（前田英樹著、河出書房新社、1998年）
- 『シンポジウムIII』（柄谷行人編、太田出版〈批評空間叢書〉、1998年）
- 『存在論的、郵便的―ジャック・デリダについて』（東浩紀著、新潮社、1998年）
- 『郵便的不安たち』（東浩紀著、朝日新聞社、1999年）のち文庫
- 『ドイツ精神の近代』（未來社、2000年）
- 『二十一世紀の資本主義論』（岩井克人著、筑摩書房、2000年）のち文庫（ちくま学芸文庫、2006年）
- 『映画の世紀末』（浅田章著、新潮社、2000年）
- 『芸術の名において：デュシャン以後のカント／デュシャンによるカント』（ティエリー ド・デューヴ、青土社、2001年）
- 『ルネサンス：経験の条件』（岡崎乾二郎著、筑摩書房、2001年）
- 『三点確保：ロマン主義とナショナリズム』（山田広昭著、新曜社、2001年）
- 『恐慌と秩序：マルクス資本論と現代思想』（新田滋著、情況出版、2001年）
- 『「帝国」の文学：戦争と「大逆」の間』（絓秀実著、以文社、2001年）
- 『批評の誕生　批評の死』（井口時男著、講談社、2001年）
- 『ナチ神話』（フィリップ・ラクー・ラバルト、ジャン=リュック・ナンシー共著、松籟社、2002年）
- 『近代日本の詩と史実』（野口武彦著、中央公論新社〈中公叢書〉、2002年）
- 『表象の光学』（小林康夫著、未來社、2003年）
- 『クリニック・クリティック：私批評宣言』（千葉一幹著、ミネルヴァ書房、2004年）
- 『南島イデオロギーの発生 : 柳田国男と植民地主義』（村井紀著、岩波書店〈岩波現代文庫〉、2004年）
- 『存在と灰：ツェラン、そしてデリダ以後』（守中高明著、人文書院、2004年）
- 『グリーンバーグ批評選集』（藤枝晃雄編訳、勁草書房、2005年）
- 『表象の奈落：フィクションと思考の動体視力』（蓮實重彦、筑摩書房、2006年）
- 『精神分析の抵抗：フロイト、ラカン、フーコー』（ジャック・デリダ、青土社、2007年

## 主な執筆者
- 編集委員
  - 浅田彰（批評家）
  - 柄谷行人（文芸評論家・哲学者）
- 文学
  - 蓮實重彦（フランス文学者・映画評論家）
  - 野口武彦（文芸評論家・国文学者）
  - 福田和也（文芸評論家）
  - 山城むつみ（文芸評論家）
  - 小谷野敦（文芸評論家・比較文学者）
  - 絓秀実（文芸評論家）
  - 三浦雅士（文芸評論家・舞踊研究者）
  - 小森陽一（国文学者）
  - 絓秀実（文芸評論家）
  - 田中純（文芸評論家・翻訳家）
  - 山田広昭（フランス文学者）
  - 芳川泰久（フランス文学者・文芸評論家）
  - 水村美苗（フランス文学者・文芸評論家）
  - 前田英樹（フランス文学者・映画評論家）
  - 松浦寿輝（フランス文学者・批評家）
  - 川村湊（文芸評論家）
  - 関井光男（文芸評論家）
  - 西成彦（比較文学）
  - 貝澤哉（ロシア文学）
  - エドワード・サイード（文学研究者）
  - フレドリック・ジェイムソン（フランス文学者・思想史）
- 哲学
  - 小林康夫（表象文化論）
  - 小泉義之（倫理学）
  - 鵜飼哲（フランス現代思想）
  - 高橋哲哉（フランス現代思想）
  - 西谷修（フランス現代思想）
  - 東浩紀（フランス現代思想） - デリダ試論を連載
  - 大越愛子（女性学）
  - 水田宗子（女性学・比較文学）
  - 野家啓一（科学哲学）
  - 小林敏明（精神病理学・日本近代思想史）
  - 西部邁（保守思想）
- 歴史
  - 村井紀（近代思想史）
  - 酒井直樹（歴史学者・日本思想史）
  - 子安宣邦（思想史） - 『本居宣長』（岩波書店、1993年）
  - 市田良彦（社会思想史・フランス現代思想）
  - 上村忠男（ヨーロッパ思想史・イタリア文学）
  - 竹沢尚一郎（文化人類学）
  - ハリー・ハルトゥーニアン（歴史学者・日本思想史）
- 建築・美学
  - 磯崎新（建築家）
  - 岡崎乾二郎（造形作家・批評家）
  - 八束はじめ（建築家）
  - 小田部胤久（美学）
  - 松岡心平（能楽研究）
  - 渡辺守章（演出家・フランス文学者）
- 医学
  - 斎藤環（精神科医）
  - 中井久夫（精神科医）
- 経済学
  - 岩井克人（経済学者） - 『貨幣論』（筑摩書房、1993年）として単行本化
  - 西部忠（経済学者・進化経済学） - 地域通貨LETS
- 社会学
  - 大澤真幸（社会学者）
- 作家
  - 阿部和重（小説家） - 小説「プラスティック・ソウル」を連載。2006年3月に講談社より単行本化
  - 多和田葉子（小説家・詩人） - 『聖女伝説』太田出版、1996年
  - いとうせいこう（作家・クリエイター）

## 評価
日本語が読める外国人の美学者が、日本の研究のためではなく世界の批評の動向を知るために本誌を読んでいたという。